# تپه-قرغان (شهرستان آراوان)
تپه-قرغان (به لاتین: Tepe-Korgon) یک روستا در قرقیزستان است که در شهرستان آراوان واقع شده‌است. تپه-قرغان ۷٬۵۵۶ نفر جمعیت دارد و ۵۸۹ متر بالاتر از سطح دریا واقع شده‌است.